# NK Srijem Orolik
NK Srijem je bivši nogometni klub iz Orolika.

## Povijest
Klub je osnovan 1934. godine kao SK Hajduk Orolik. Od 1945. godine klub nosi ime FD Partizan Orolik, koji 1956. godine mijenja u NK Srem (ovo ime je nosio do 1991. godine) i većinom se natjecao u najnižem rangu, odnosno Općinskoj ligi. 
U periodu od 1991. do 1998. godine, klub nije djelovao. Rad kluba obnovljen je 1998. godine, nakon mirne reintegracije pod imenom NK Srijem. Od obnove, NK Srijem je član 3. ŽNL Vukovarsko-srijemske. 
Nakon sezone 2006./07., klub odustaje od sudjelovanja u natjecanjima Županijskog nogometnog saveza, te se gasi.

### Plasmani kluba kroz povijest
| Sezona                           | Liga                                               | Plasman                             |
| -------------------------------- | -------------------------------------------------- | ----------------------------------- |
| 1948.                            | Kotarska nogometna liga Vinkovci Istočna grupa     | nepoznat plasman                    |
| 1951.                            | Kotarska nogometna liga Vinkovci Jedinstvena grupa | nepoznat plasman                    |
| 1957./58.                        | 2. razred NP Vinkovci Grupa IV                     | nepoznat plasman (2. ili 3. mjesto) |
| 1967./68.                        | Grupno prvenstvo NP Vinkovci Grupa II              | 11. mjesto                          |
| 1968./69.                        | Grupno prvenstvo NP Vinkovci Grupa II              |                                     |
| 1969./70.                        | Grupno prvenstvo NP Vinkovci Grupa II              |                                     |
| 1970./71.                        | Grupno prvenstvo NP Vinkovci Grupa II              | 10. mjesto                          |
| 1971./72.                        | Grupno prvenstvo NP Vinkovci Grupa II              | 10. mjesto                          |
| 1972./73.                        | Grupno prvenstvo NP Vinkovci Grupa III             |                                     |
| 1973./74.                        | Grupno prvenstvo NP Vinkovci Grupa II              |                                     |
| 1974./75.                        | Grupno prvenstvo NP Vinkovci Grupa II              |                                     |
| 1975./76.                        | Grupno prvenstvo NP Vinkovci Grupa II              |                                     |
| 1976./77.                        | Grupno prvenstvo NP Vinkovci Grupa II              | 3. mjesto                           |
| 1977./78.                        | Grupno prvenstvo ONS Vinkovci Grupa II             | 2. mjesto                           |
| 1978./79.                        | Grupno prvenstvo ONS Vinkovci Grupa II             |                                     |
| 1979./80.                        | Grupno prvenstvo ONS Vinkovci Grupa II             | 4. mjesto                           |
| 1980./81.                        | Grupno prvenstvo ONS Vinkovci Grupa II             | 1. mjesto                           |
| 1981./82.                        | Općinska nogometna liga Vinkovci                   | 6. mjesto                           |
| 1982./83.                        | Općinska nogometna liga Vinkovci                   |                                     |
| 1983./84.                        | Općinska nogometna liga Vinkovci                   | 3. mjesto                           |
| 1984./85.                        | Općinska nogometna liga Vinkovci                   | 10. mjesto                          |
| 1985./86.                        | Općinska nogometna liga Vinkovci                   | 11. mjesto                          |
| 1986./87.                        | Općinska nogometna liga Vinkovci                   | 11. mjesto                          |
| 1987./88.                        | 1. općinska nogometna liga Vinkovci                | 14. mjesto                          |
| 1988./89.                        | 2. općinska nogometna liga Vinkovci                |                                     |
| 1989./90.                        | 2. općinska nogometna liga Vinkovci                |                                     |
| 1990./91.                        | 1. općinska nogometna liga Vinkovci                |                                     |
| 1991. – 1998. klub nije djelovao |                                                    |                                     |
| 1998./99.                        | 3. ŽNL Vukovarsko-srijemska                        | 7. mjesto                           |
| 1999./2000.                      | 3. ŽNL Vukovarsko-srijemska Grupa A                | 4. mjesto                           |
| 2000./01.                        | 3. ŽNL Vukovarsko-srijemska Grupa A                | 6. mjesto                           |
| 2001./02.                        | 3. ŽNL Vukovarsko-srijemska Grupa B                | 6. mjesto                           |
| 2002./03.                        | 3. ŽNL Vukovarsko-srijemska Grupa B                | 10. mjesto                          |
| 2003./04.                        | 3. ŽNL Vukovarsko-srijemska Grupa B                |                                     |
| 2004./05.                        | 3. ŽNL Vukovarsko-srijemska Grupa B                |                                     |
| 2005./06.                        | 3. ŽNL Vukovarsko-srijemska Grupa B                | 13. mjesto                          |
| 2006./07.                        | 3. ŽNL Vukovarsko-srijemska NS Vinkovci            | 10. mjesto                          |